# Directiva sobre los derechos de los consumidores 2011
La Directiva sobre los derechos de los consumidores 2011/83/UE es una medida de protección del consumidor en la legislación de la Unión Europea. Debía implementarse antes del 13 de diciembre de 2013.

## Ámbito
La Directiva se aplica a la mayoría de contratos entre comerciantes y consumidores (B2C), y a todos los contratos concluidos después del 13 de junio de 2024. 
Tiene importantes excepciones para servicios financieros, juegos de azar, médicos, viajes, bienes raíces, multipropiedad, servicios sociales, y transporte público.

## Contenido
La Directiva da lugar, entre otros, al derecho de los consumidores de desistimiento de 14 días.